# Itea rhamnoides
Itea rhamnoides är en tvåhjärtbladig växtart som först beskrevs av William Henry Harvey, och fick sitt nu gällande namn av Kubitzki. Itea rhamnoides ingår i släktet Itea och familjen Iteaceae. Inga underarter finns listade i Catalogue of Life.